# 世界水上运动
世界水上運動總會，又称世界泳联，原名國際游泳聯合會（缩写），是負責管理游泳类水上运动的國際體育組織，受國際奧林匹克委員會承認。1908年成立于英國倫敦，總部設在瑞士洛桑。國際游泳總會所管理的運動項目包括游泳、跳水、花式游泳、水球、公開水域游泳。於2023年正式更名為「世界水上運動總會」。

## 歷史
國際游泳總會在1908年夏季奧運會結束後的1908年7月19日由英國、丹麥、芬蘭、法國、德國、匈牙利和瑞典游泳協會在英國倫敦曼徹斯特酒店成立。

国际游泳联合会旧标志

2022年12月12日，國際游泳總會在澳洲墨爾本召開會議，經投票通過組織更名為「世界水上運動總會」（World Aquatics，於2023年賽事全面使用），同時修改總會憲章設立獨立運作的水上運動廉正小組委員會，並將各項委員會女性代表比例提高至38%。
會員數目：
- 1908：8
- 1928：38
- 1958：75
- 1978：106
- 1988：109
- 2000：174
- 2008：197
- 2010：202
- 2012：203

## 會員

世界水上運動總會會員分布圖

在2010年1月國際泳總主席團會議後，東加成為第202個會員協會。目前會員協會，分為5個區域：
- 亞洲（43）： 亞洲游泳總會（AASF）
- 非洲（51）： 非洲游泳總會（CANA（英语：African Swimming Confederation））
- 美洲（41）： 美洲游泳總會（ASUS（英语：Amateur Swimming Union of the Americas））
- 歐洲（51）： 歐洲游泳總會（LEN（英语：Ligue européenne de natation））
- 大洋洲（16）： 大洋洲游泳總會（OSA（英语：Oceania Swimming Association））

## 歷任主席
| 國際游泳聯合會主席               | 國際游泳聯合會主席 | 國際游泳聯合會主席 |
| 姓名                             | 國籍               | 任期               |
| -------------------------------- | ------------------ | ------------------ |
| George Hearn                     | 英国               | 1908年–1924年      |
| 埃里克·贝里瓦尔                  | 瑞典               | 1924年–1928年      |
| 埃米爾-喬治·德里尼               | 法國               | 1928年–1932年      |
| 瓦爾特·賓納                      | 德国               | 1932年–1936年      |
| 哈羅德·芬恩                      | 英国               | 1936年–1948年 (*)  |
| Rene de Raeve                    | 比利时             | 1948年–1952年      |
| M.L. Negri                       | 阿根廷             | 1952年–1956年      |
| Jan de Vries                     | 荷蘭               | 1956年–1960年      |
| Max Ritter                       | 德国               | 1960年–1964年      |
| William Berge Phillips           |                    | 1964年–1968年      |
| 哈維爾·歐斯托斯·莫拉             | 墨西哥             | 1968年–1972年      |
| Dr. Harold Henning               | 美国               | 1972年–1976年      |
| 哈維爾·歐斯托斯·莫拉(第二度出任) | 墨西哥             | 1976年–1980年      |
| Ante Lambasa                     | 南斯拉夫           | 1980年–1984年      |
| 羅伯特·赫爾米克                  | 美国               | 1984年–1988年      |
| 穆斯塔法·拉福伊                  | 阿尔及利亚         | 1988年–2009年      |
| 胡里奧·馬利奧內                  | 乌拉圭             | 2009年–2021年      |
| 侯賽因·阿爾-穆薩拉姆             | 科威特             | 2021年–今          |

## 主辦競賽
- 國際泳聯世界跳水系列賽
- 世界游泳錦標賽
- 世界短池游泳錦標賽
- 世界青年游泳錦標賽
- 世界公開水域游泳錦標賽
- 世界水球聯賽

## 外部連結
- 官方网站